# Rozhden
Рожден Александрович Ануси — род. 18 февраля 1989, Одесса) — украинский певец и саунд-продюсер.

### Биография
Рожден родился 18 февраля 1989. Первый преподаватель по вокалу, к которому он в подростковом возрасте попал, сказал, что в мальчика нет музыкального слуха, но будущий певец не прекратил заниматься музыкой. И уже в 17 лет его знала вся Одесса, а в 22 — вся Украина. Он основал собственную студию звукозаписи и выпустил два успешных альбома, которые высоко оценили музыкальные критики.

### Голос страны 2
В 22 года стал участником проекта «Голос страны» и дошел до финала в составе команды Дианы Арбениной. После он выпускает дебютный альбом PRAVDA, который приятно удивил музыкальных критиков и порадовал поклонников своей пронзительной лирикой и качественным звуком.

### Национальный отбор на Евровидение Украины
В 2016 году Рожден попал в финал Национального отбора на Евровидение с песней «Saturn». Где занял в финале 4 место.

### Синглы
| Год  | Название           | Альбом |
| ---- | ------------------ | ------ |
| 2014 | «Знаешь»           | Правда |
| 2014 | «Пустяк»           | Правда |
| 2014 | «Без тебя»         | Правда |
| 2014 | «Одинокий»         | Правда |
| 2014 | «Не стреляй»       | Правда |
| 2014 | «Герой»            | Правда |
| 2014 | «Вместо с вами»    | Правда |
| 2014 | «Камни»            | Правда |
| 2014 | «Много но»         | Правда |
| 2014 | «Летим»            | Правда |
| 2014 | «В ритме джунглей» | Правда |
| 2014 | «Проблема»         | Правда |
| 2014 | «Кто твой друг»    | Правда |
| 2014 | «Правда»           | Правда |
| 2017 | «Saturn»           |        |
| 2017 | «Рядом и ночью»    | R2     |
| 2017 | «Пена»             | R2     |
| 2017 | «Останься»         | R2     |
| 2017 | «Планы на любовь»  | R2     |
| 2017 | «Найдёт»           | R2     |
| 2017 | «Плен тобой»       | R2     |
| 2017 | «Убегай»           | R2     |
| 2017 | «Неведомо»         | R2     |
| 2017 | «Каждый день»      | R2     |
| 2020 | «Отдаем»           |        |